# Domaine Armand Rousseau
Domaine Armand Rousseau ist ein von seinerzeit Charles Rousseau geleiteter Familienbetrieb und eines der bekanntesten Weingüter in Burgund. Charles starb 2016 mit 93 Jahren. Bereits zuvor hatte sein Sohn, Eric, die Verantwortung übernommen. Das Weingut besitzt 13,7 Hektar bester Lagen in unmittelbarer Umgebung der Gemeinde Gevrey-Chambertin und im Nachbarort Morey-Saint-Denis.

## Geschichte
Armand Rousseau war bereits vor dem Ersten Weltkrieg Weinhändler und Besitzer kleiner Rebflächen. Er übernahm dabei zunehmend die Vermittlungsrolle zwischen den lokalen Winzern in Gevrey-Chambertin und den großen Handelshäusern in Beaune und Nuits-Saint-Georges.
Zur Zeit der Wirtschaftskrise in den 1930er Jahren ermunterte ihn Raymond Baudoin, Herausgeber der Revue des Vins de France, einige der feinsten Weine in Gevrey zu lagern und später unter eigenem Namen zu vermarkten. Über Baudoin kam er auch in Kontakt mit dem US-amerikanischen Importeur Frank Schoonmaker und begann mit dem Export seiner Produkte. Aufgrund der Kenntnis des lokalen Marktes kaufte Armand Rousseau freiwerdende Weinberge. Als er im Jahr 1959 bei einem Autounfall ums Leben kam, übernahm sein Sohn Charles das mittlerweile 6,5 Hektar große Gut. Charles setzte weiter auf Expansion.

## Die Weine

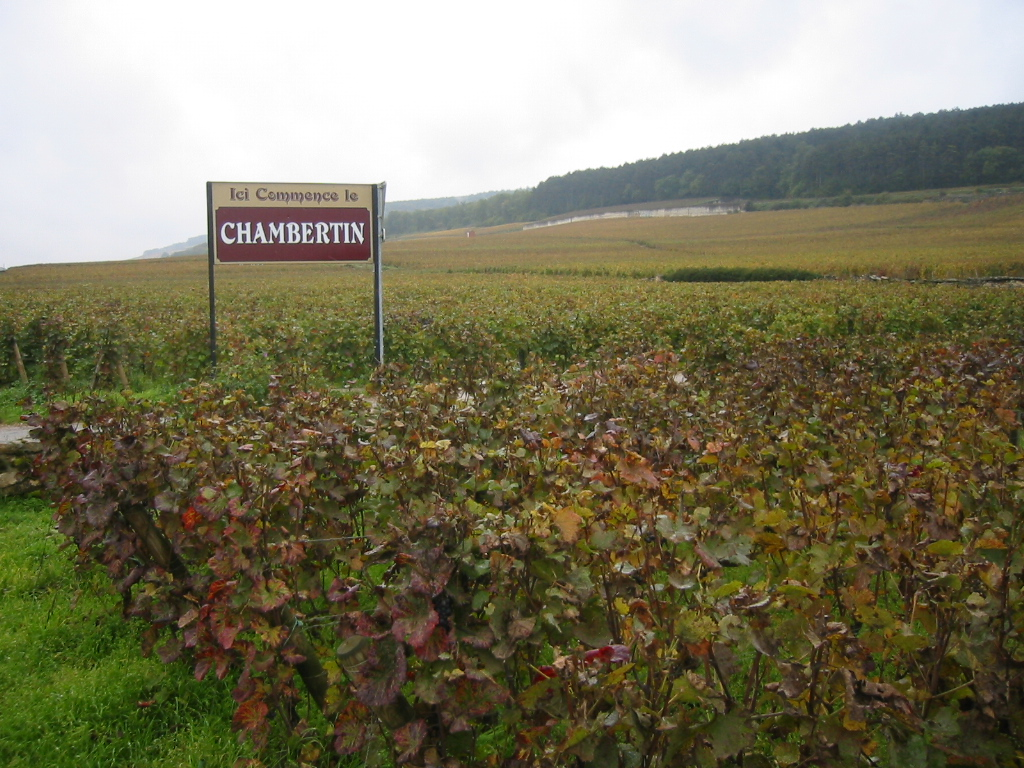
Die Weinlage Chambertin, in der Armand Rousseau größere Parzellen besitzt.

Erzeugt wird ausschließlich Rotwein aus der Rebsorte Pinot Noir. Das Alter der Rebstöcke ist ungewöhnlich hoch und liegt in ausgewählten Lagen bei 40 bis 60 Jahren. Beim Keltern der Rotweine belässt Rousseau etwa 15 Prozent der Stielgerüste in der Maische, um dem Wein etwas mehr Tannine zu geben. Die Maischegärung dauert 15 Tage lang und wird temperaturgeführt, wobei die maximale Temperatur bei 31 °C liegt. Gute Qualitäten bauen 18 – 20 Monate im Barrique aus, die zu 60 Prozent jährlich erneuert werden. Topqualitäten kommen zu 100 Prozent in neue Fässer.
Armand Rousseau besitzt Lagen in den Appellationen Gevrey-Chambertin Villages (2,21 ha), Gevrey-Chambertin Premier Cru Les Cazetiers (0,5960 ha), Gevrey-Chambertin Premier Cru Lavaux-Saint-Jacques (0,4672 ha), Gevrey-Chambertin Premier Cru Clos-Saint-Jacques (2,22 ha) sowie in den Grand Cru Lagen Mazis-Chambertin (0,53 ha), Charmes-Chambertin (1,3667 ha), Clos de la Roche (1,48 ha), Ruchottes-Chambertin (1,0612 ha), Chambertin (seit Oktober 2009 2,55 ha) und Chambertin Clos-de-Bèze (1,42 ha).